# David Christopherson
Pour les articles homonymes, voir Christopherson.
David Christopherson (né le 5 octobre 1954 à Hamilton, Ontario) est un homme politique canadien.

## Biographie
Il est député à la Chambre des communes du Canada, représentant la circonscription ontarienne de Hamilton-Centre depuis 2004 sous la bannière du Nouveau Parti démocratique. Il avait précédemment siégé à l'Assemblée législative de l'Ontario de 1990 à 2003 et a été ministre au sein du cabinet du gouvernement provincial de Bob Rae.
En 1992, Christopherson a été nommé au poste du ministre des services correctionnels. L'année prochaine le premier ministre Rae lui a confié des responsabilités supplémentaires en tant que solliciteur général de l'Ontario. Ce portefeuille étant particulièrement tendu à cause de mauvais relations entre le gouvernement de Rae et les services policiers de la province, Christopherson l'a admis ces difficultés depuis ce temps. Néanmoins il améliorait la situation, et on lui attribuait un succès en gagnant le respect de la communauté policière. Julien Fantino, alors membre exécutif de l'Association des chefs de police de l'Ontario, disait qu'on a ressenti une "nette amélioration" dans les relations après la nomination de Christopherson à ce poste. 
Christopherson permit l'utilisation des armes semi-automatiques par les policiers à la fin de 1993.  
Le 26 mai 2011, il est nommé porte-parole de l'opposition officielle du Canada pour la réforme démocratique.